# Anonymus von 379
Als Anonymus von 379 wird in der Literatur ein spätantiker anonymer Autor eines astrologischen Traktats über die hellen Fixsterne bezeichnet. Es handelt sich um die früheste und ausführlichste überlieferte Schrift zur Bedeutung der Fixsterne im Geburtshoroskop.
Ziemlich am Anfang des Textes teilt der Autor mit, dass er dies im Jahr des Konsulats von Decimus Magnus Ausonius und Quintus Clodius Hermogenianus Olybrius schreibt, also im Jahr 379. An späterer Stelle vermerkt er, dass er über die Bedeutung des Sternes Canopus nichts sagen kann, da er sich in Rom aufhalte, von wo aus man Canopus nicht beobachten kann. Der Autor war Ägypter und erwähnt auch die ägyptischen Götter Serapis, Anubis und Isis und stellt die ägyptische Tradition der Astrologie gebührend heraus. Von den moderneren Astrologen verehrt er vor allem den Ptolemäus. Diese Informationen sind auch schon alles, was über den Autor bekannt ist.
Franz Cumont hat vermutet, dass der Anonymus mit dem gleichzeitig schreibenden Paulos von Alexandria identisch sei. David Pingree hat diese Hypothese abgelehnt, ohne dafür Gründe zu nennen. Robert Schmidt vermerkt in seiner Übersetzung, dass der Anonymus sich klarer ausdrücke als Paulos und keine Wortspiele verwende. Ein Argument gegen die vermutete Identität, das auch Cumont vermerkt, ist, dass Paulos stets die Seleukidische Ära verwendet, während der Anonymus Jahresangaben nach Konsulaten macht.
An einer Stelle gibt der Autor eine kurze Chronologie der Astrologie, wobei er die Astrologen der Vergangenheit wie folgt anordnet:
- die Babylonier und Chaldäer
- Berossos
- die Ägypter
- Hermes [Trismegistos]
- Nechao und Kerasphoros[7]
- Petosiris und Nechepso
- Timaios
- Ascletario
- Antiochos von Athen
- Vettius Valens
- Antigonos von Nikaia
- Heraiskos[8]
- Serapion von Alexandria
- Ptolemäus

Außerdem erwähnt er als Astronomen, die sich mit den Fixsternen befasst haben, Meton, Apollinaris, Euktemon, Dositheos, Kallippos von Kyzikos, Philippos von Opus und Hipparchos.
Die Arbeit wurde im 8. Jahrhundert von Theophilos von Edessa, dem Hofastrologen des Abbasidenkalifen Al-Mahdi, verwendet und durch diesen von der arabischen Astrologie rezipiert, namentlich von Albumasar im 9. Jahrhundert.

## Ausgaben
- Textausgabe: Catalogus Codicum Astrologorum Graecorum (CCAG), Bd. 5, Teil 1: Codicum Romanorum, hrsg. von Franz Boll und Franz Cumont. Lamertin, Brüssel 1904, S. 194–212.
- Englische Übersetzung: Robert Schmidt (Übers.), Robert Hand (Einl.): Anonymous of 379: The Treatise on the Bright Fixed Stars. Project Hindsight: Greek Track II-A. The Golden Hind Press, 1993.

Im Internet gibt es außerdem eine italienische Übersetzung von Giuseppe Bezza und eine englische Übersetzung dieser Übersetzung von Daria Dudziak (s. u.).